# Dusicyon cultridens
Dusicyon cultridens es una especie fósil de mamífero carnívoro de la familia de los cánidos que vivió en el centro-este de la Argentina durante la época del Plioceno medio, 2,7 Ma años atrás. Integra el género Dusicyon. Los primeros registros de cánidos fósiles en América del Sur fueron de esta especie. 

## Distribución
Sus restos fósiles se limitan a la Argentina, en el Plioceno medio, piso Vorohuense (Marplatense medio) del sudeste de la región Pampeana, piso definido por la presencia del roedor Akodon lorenzinii. Fueron detectados en acantilados que enfrentan al mar Argentino del océano Atlántico, en lo que hoy es la costa marítima de la provincia de Buenos Aires.

## Hábitat y características
Dusicyon cultridens habitaban en praderas de latitudes templadas. Su tamaño era intermedio entre las especies actuales Lycalopex griseus y Lycalopex gymnocercus.